# Jure Meglič
Jure Meglič (18 août 1984) est un kayakiste slovène pratiquant le slalom.

## Palmarès

### Championnats d'Europe de canoë-kayak slalom
- 2010 à Čunovo  Slovaquie
  -  Médaille d'argent en K1
  -  Médaille de bronze en relais 3xK1
- 2007 de Liptovský Mikuláš,  Slovaquie
  -  Médaille d'or en relais 3xK1
- 2006 de L'Argentière-la-Bessée,  France
  -  Médaille d'or en relais 3xK1